# Monsó del Sud de l'Àsia

Una visualització del monsó del sud d'Àsia basada en el conjunt de dades de precipitació quasi global de més de 30 anys del Grup de Perills Climàtics de Precipitació infraroja amb dades d'Estació - Climate Hazards Group InfraRed Precipitation with Station data -(CHIRPS), analitzat i visualitzat amb Google Earth Engine.

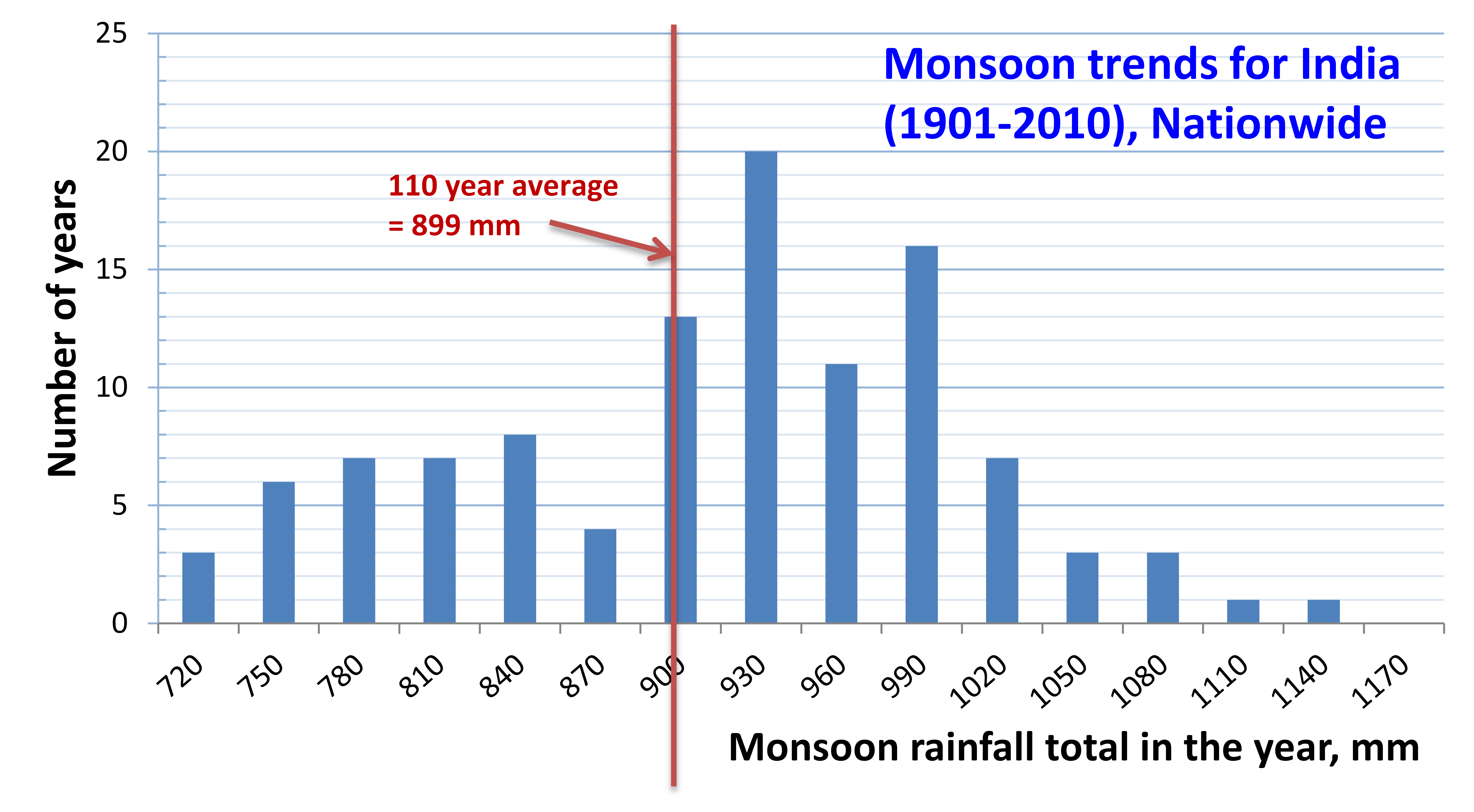
Precipitació mitjana anual del monsó a l'Índia durant 110 anys. La mitjana a llarg termini ha estat de 899 mil·límetres de precipitació. Tanmateix, el monsó varia al subcontinent indi dins d'un interval de ±20%. Les pluges que superen el 10% solen provocar grans inundacions, mentre que un dèficit del 10% és una sequera important.

El Monsó del Sud de l'Àsia es troba entre diversos monsons globals distribuïts geogràficament. Afecta el subcontinent indi, on és un dels fenòmens meteorològics més antics i esperats i un patró econòmicament important cada any de juny a setembre, però només s'entén parcialment i és notòriament difícil de predir. S'han proposat diverses teories per explicar l'origen, el procés, la força, la variabilitat, la distribució i els capricis generals del monsó, però la comprensió i la predictibilitat encara estan evolucionant.
Les característiques geogràfiques úniques del subcontinent indi, juntament amb els factors atmosfèrics, oceànics i geofísics associats, influeixen en el comportament del monsó. Pel seu efecte sobre l'agricultura, sobre la flora i fauna, i sobre els climes de nacions com Bangladesh, Bhutan, Índia, Nepal, Pakistan i Sri Lanka, entre altres efectes econòmics, socials i ambientals, el monsó és un dels més esperats, rastrejats, i va estudiar els fenòmens meteorològics de la regió. Té un efecte significatiu en el benestar general dels residents i fins i tot ha estat batejat com el "ministre de finances real de l'Índia".

## Definició
La paraula monsó (derivada de l'àrab "mausim", que significa "inversió estacional dels vents"), encara que generalment es defineix com un sistema de vents caracteritzat per una inversió estacional de direcció, no té una definició coherent i detallada. Alguns exemples són:
- L'American Meteorological Society l'anomena un nom per als vents estacionals, primer aplicat als vents que bufen sobre el mar d'Aràbia des del nord-est durant sis mesos i des del sud-oest durant sis mesos.[6] Des de llavors, el terme s'ha estès a vents similars a altres parts del món.
- L'Intergovernmental Panel on Climate Change (IPCC) descriu un monsó com una inversió estacional tropical i subtropical tant en els vents de superfície com en la precipitació associada, causada per l'escalfament diferencial entre una massa terrestre a escala continental i l'oceà adjacent.[7]
- El Departament Meteorològic de l'Índia la defineix com la inversió estacional de la direcció dels vents al llarg de les costes de l'oceà Índic, especialment al mar Aràbic, que bufen des del sud-oest durant la meitat de l'any i des del nord-est durant l'altra. la meitat.[8]
- Colin Stokes Ramage, a Monsoon Meteorology, defineix el monsó com un vent d'inversion estacional acompanyat dels canvis corresponents en la precipitació.[9]

## Antecedents
Observat inicialment pels mariners al mar d'Aràbia Viatjant entre Àfrica, l'Índia i el sud-est asiàtic, el monsó es pot classificar en dues "branques" segons la seva dispersió pel subcontinent:
- Branca del mar d'Aràbia
- Branca de la Badia de Bengala.

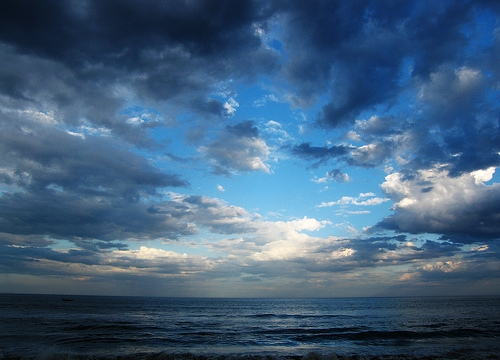
Núvols monsònics del sud-oest sobre Tamil Nadu.

Alternativament, es pot classificar en dos segments en funció de la direcció dels vents que porten pluja:
- Monsó del sud-oest (SW).
- Monsó del nord-est (NE).[Nota 1]

Segons l'època de l'any en què aquests vents porten pluja a l'Índia, el monsó també es pot classificar en dos "períodes":
- Monsó d'estiu (de maig a setembre)
- Monsó d'hivern (d'octubre a novembre)

La complexitat del monsó del sud d'Àsia no s'entén completament, cosa que fa difícil predir amb precisió la quantitat, el moment i la distribució geogràfica de la precipitació que l'acompanya. Aquests són els components més controlats del monsó i determinen la disponibilitat d'aigua a l'Índia per a un any determinat.

## Canvis del monsó

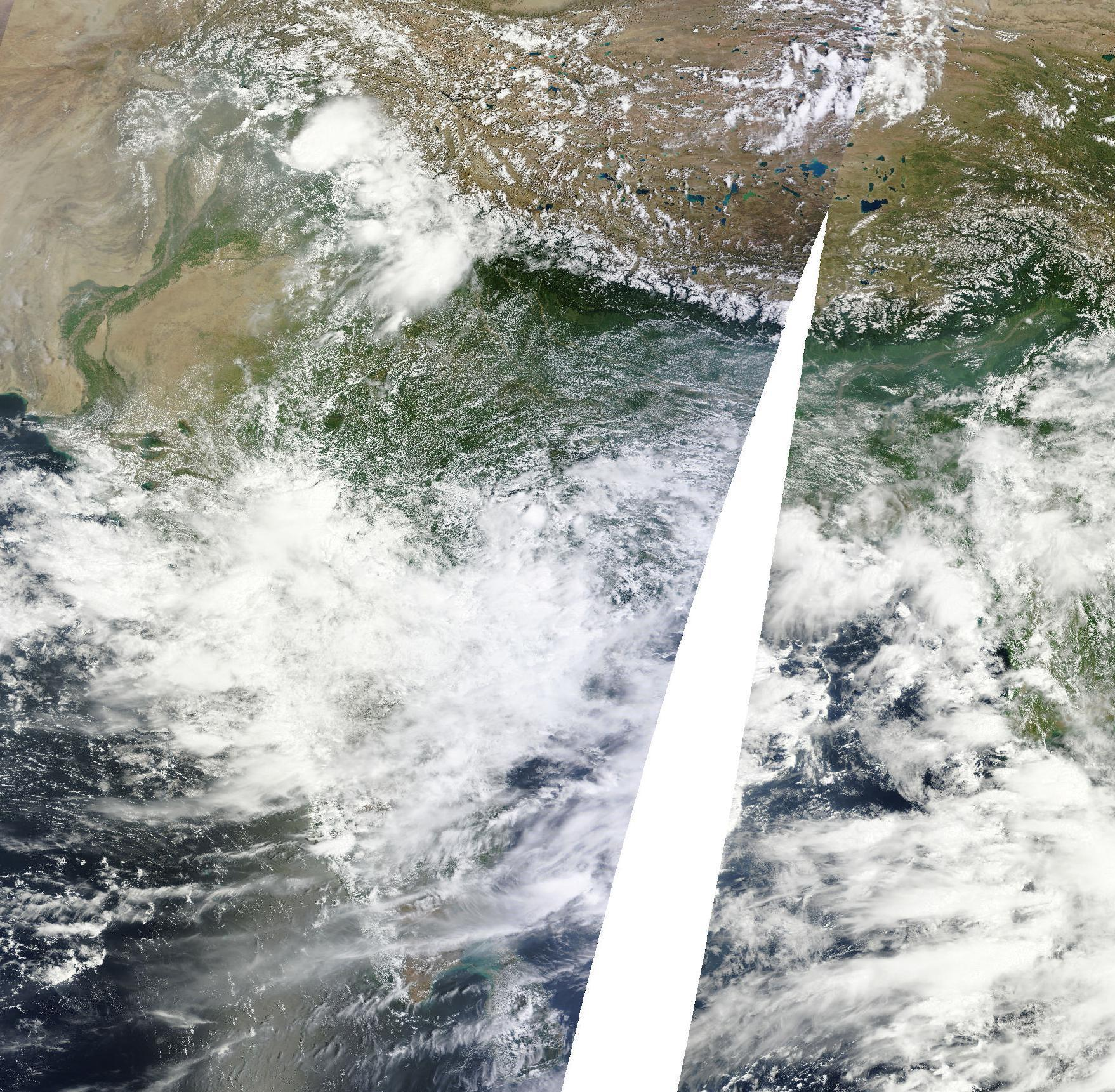
Monsó sobre l'Índia

Els monsons es produeixen normalment a les zones tropicals. Una àrea que afecta molt els monsons és l'Índia. A l'Índia els monsons creen una temporada sencera en què els vents s'inverteixen completament.
La pluja és el resultat de la convergència del flux del vent de la Badia de Bengala i dels vents inversos del Mar de la Xina Meridional.
L'inici del monsó es produeix a la badia de Bengala al maig, arribant al subcontinent indi al juny, després els vents es mouen cap al Mar de la Xina Meridional.

### Efecte dels elements del relleu geogràfic
Tot i que els vents monsònics del sud-oest i el nord-est són estacionament reversibles, sí que provoquen precipitacions per si sols.
Dos factors són essencials per a la formació de la pluja:
1. Vents carregats d'humitat
2. Formació de gotes

A més, una de les causes de la pluja ha de passar. En el cas del monsó, la causa és fonamentalment orogràfica, per la presència de terres altes en la trajectòria dels vents. Les barreres orogràfiques obliguen el vent a pujar. Aleshores, les precipitacions es produeixen al costat del vent de les terres altes a causa del refredament adiabàtic i la condensació de l'aire humit ascendent.
Les característiques úniques de la relleu geogràfic del subcontinent indi entren en joc perquè tots els factors anteriors es produeixin simultàniament. Les característiques rellevants per explicar el mecanisme del monsó són les següents:
1. La presència d'abundants masses d'aigua al voltant del subcontinent: el Mar d'Aràbia, Badia de Bengala i oceà Índic. Aquests ajuden a acumular humitat als vents durant l'estació calorosa.
2. La presència d'abundants terres altes com els Ghats Occidentals i l'Himàlaia just a través del camí dels vents monsònics del sud-oest. Aquestes són la causa principal de la precipitació orogràfica substancial a tot el subcontinent.[Nota 2]
  1. Els Ghats Occidentals són les primeres terres altes de l'Índia amb què es troben els vents monsònics del sud-oest.[Nota 3] ls Ghats Occidentals s'eleven abruptament des de les planes costaneres occidentals del subcontinent, fent barreres orogràfiques efectives per als vents del monsó.
  2. L'Himàlaia juga més que el paper de barreres orogràfiques per al monsó. També ajuden a limitar-lo al subcontinent. Sense ells, els vents monsònics del sud-oest bufarien directament sobre el subcontinent indi cap al Tibet, Afganistan i Rússia sense causar cap pluja.[Nota 4]
  3. Per al monsó del nord-est, les terres altes dels Ghats Orientals juguen el paper de barrera orogràfica.

Fletxa rosa: direcció del vent del monsònic del sud-oest; fletxa verda: direcció del vent monsònic del nord-est.
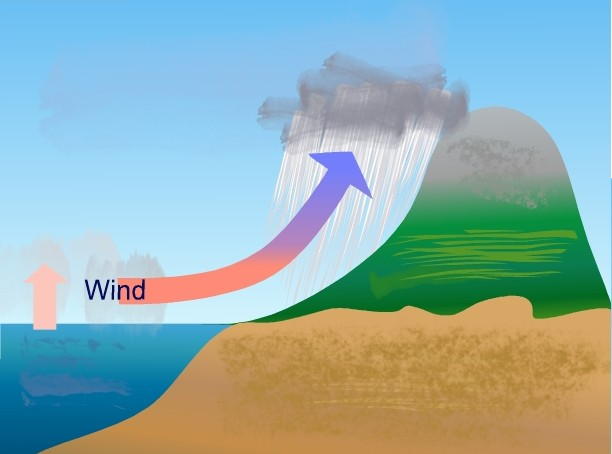
Precipitació orogràfica.
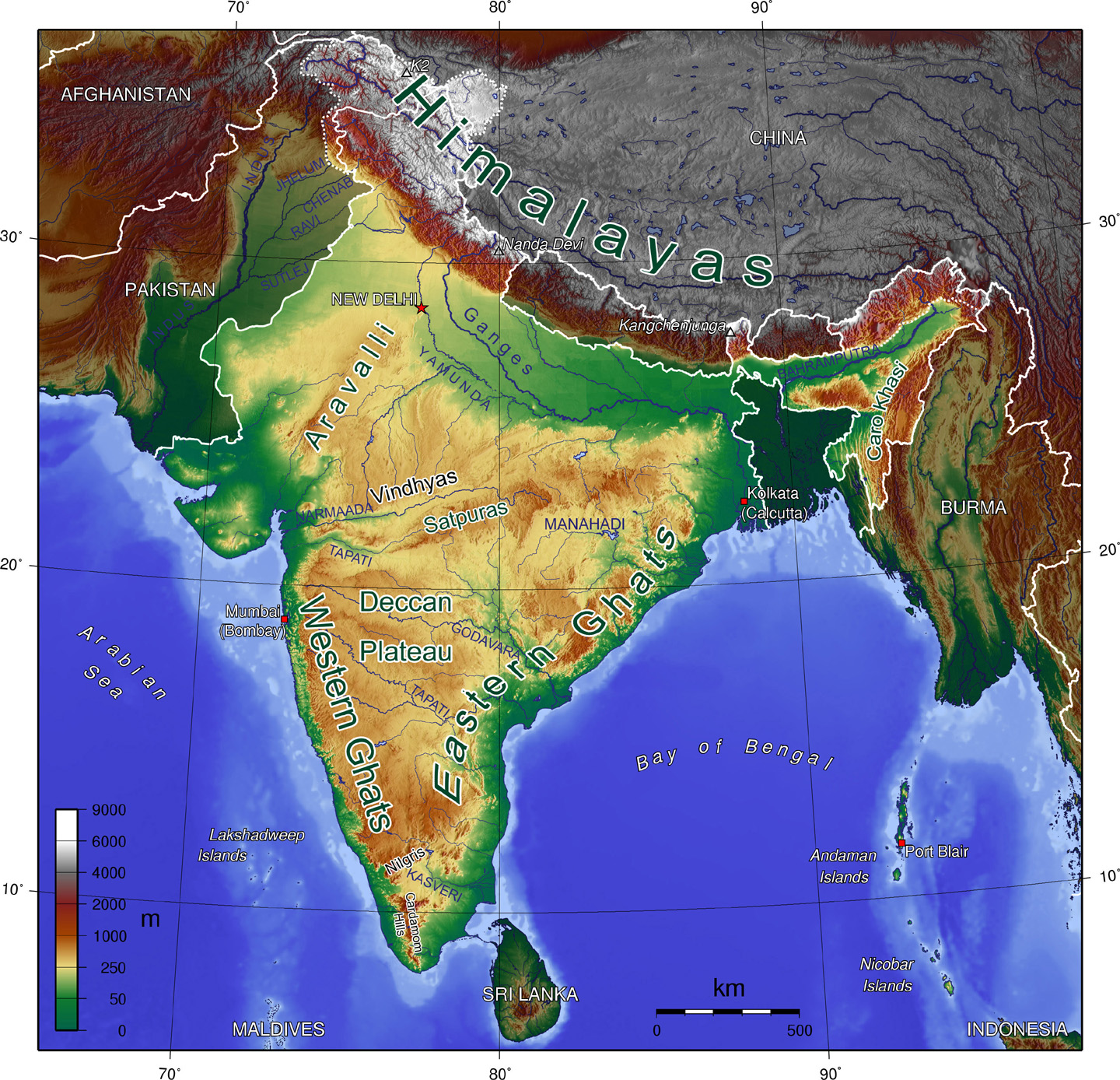
Característiques geogràfiques del subcontinent indi.
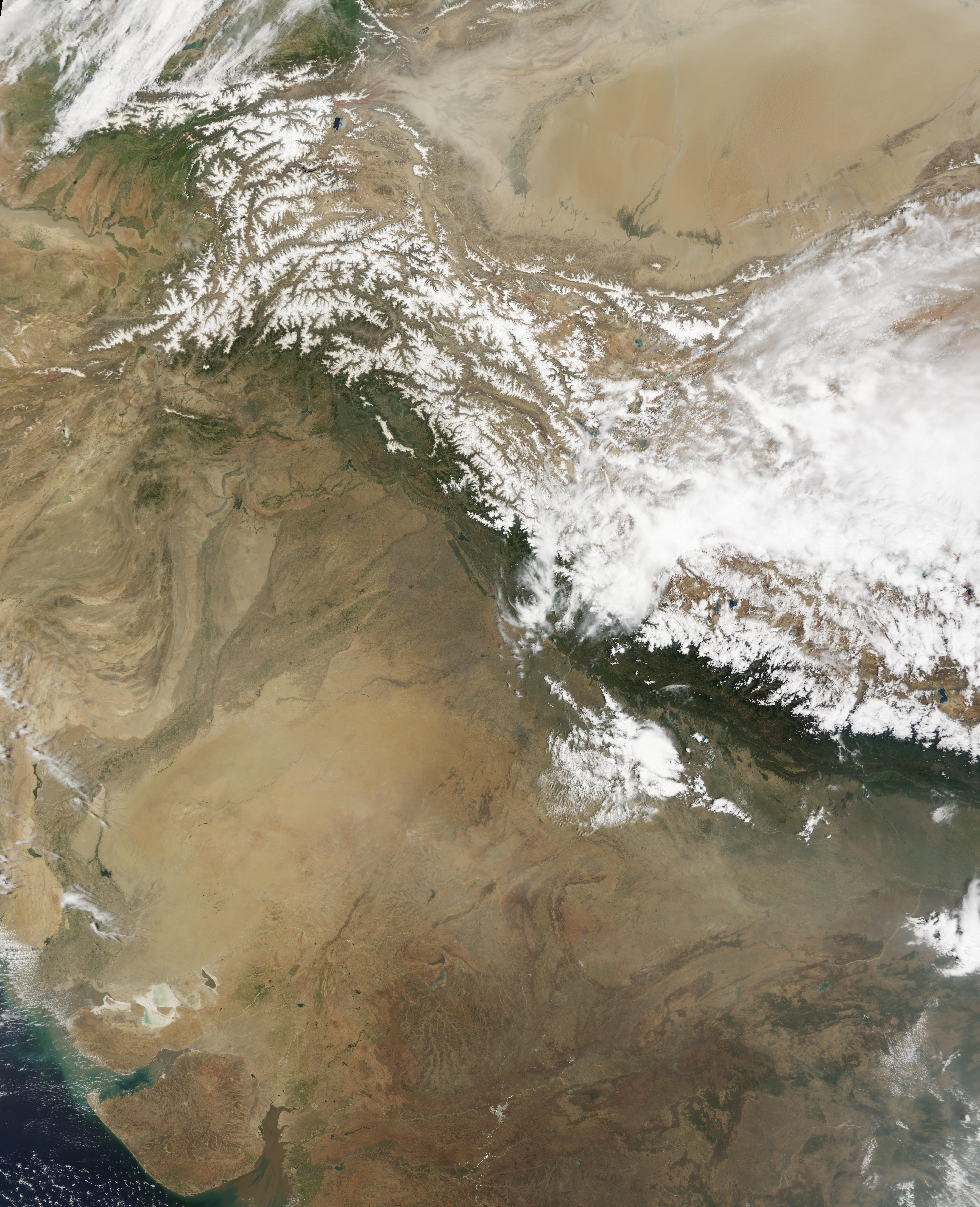
Escena diürna que mostra l'aire del premonsó sobre l'Índia.
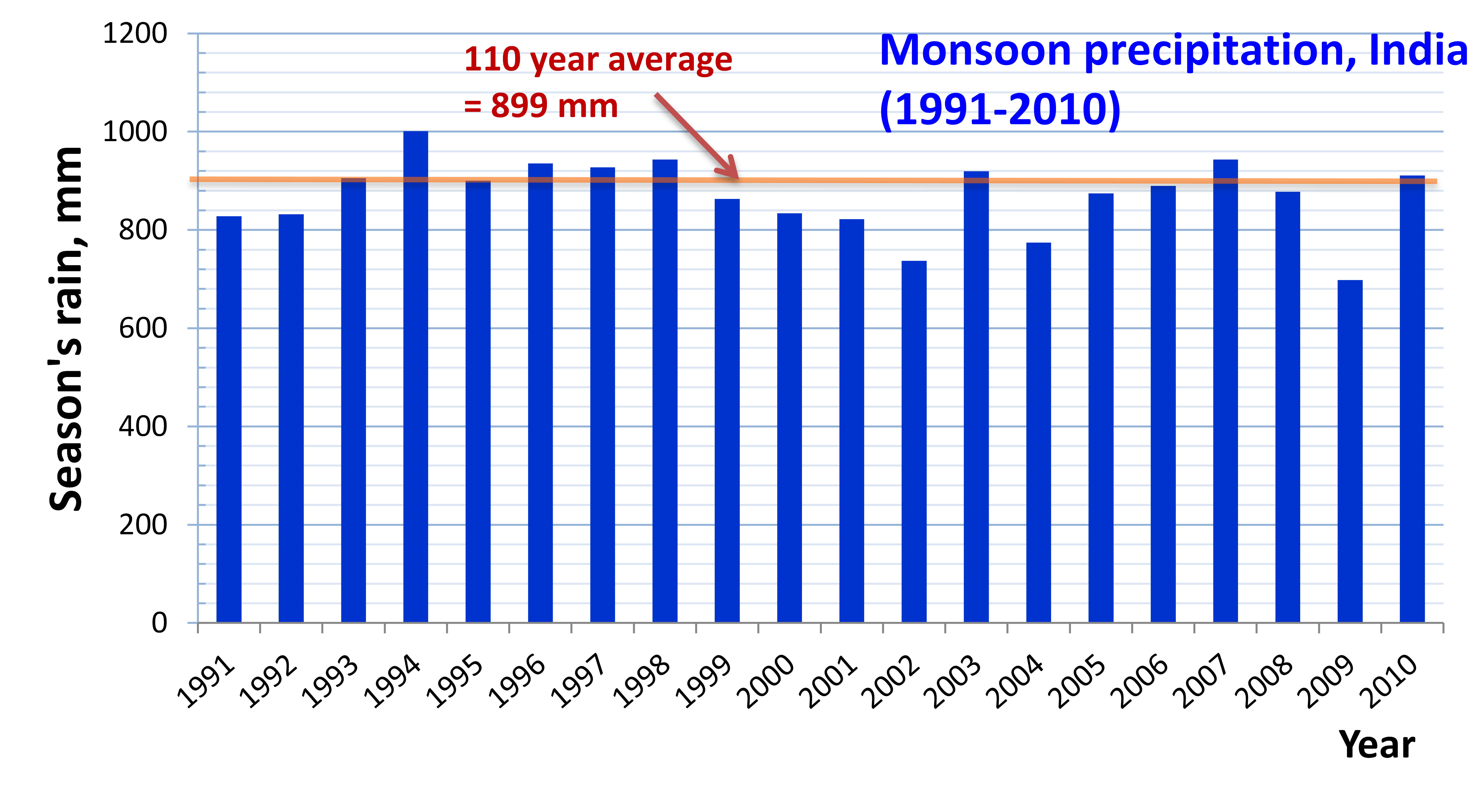
Tendències recents de la precipitació mitjana anual dels monsons.

## Característiques de les pluges monsòniques
Hi ha algunes característiques úniques de les pluges que el monsó aporta al subcontinent indi.

### "Esclatant"

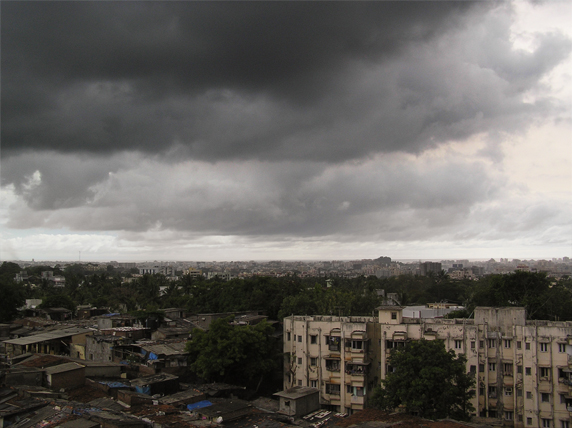
El monsó "esclata" sobre Bombai

L'esclat del monsó es refereix al canvi sobtat de les condicions meteorològiques a l'Índia (normalment des d'un clima càlid i sec a un clima humit i humit durant el monsó del sud-oest), caracteritzat per un augment brusc de la pluja mitjana diària. de la mateixa manera, l'esclat del monsó del nord-est es refereix a un augment brusc de la pluja mitjana diària a les regions afectades.

### Variabilitat de la pluja ("capricis")
Una de les paraules més utilitzades per descriure la naturalesa erràtica del monsó és "capricis", utilitzada als diaris, revistes, libres, portals web als plans d'assegurances, les discussions sobre el pressupost de l'Índia.
En alguns anys, plou massa, provocant inundacions a parts de l'Índia; en altres, plou poc o gens, provocant sequeres. En alguns anys, la quantitat de pluja és suficient però el seu moment arbitrari. De vegades, malgrat la pluviometria mitjana anual, la distribució diària o geogràfica de la pluja és substancialment esbiaixada. En el passat recent, la variabilitat de les pluges en períodes curts (aproximadament una setmana) es va atribuir a la pols del desert sobre el mar d'Aràbia i l'Àsia occidental.

## Pluges monsòniques ideals i normals

Precipitació mitjana anual a l'Índia

Normalment, es pot esperar que el monsó del sud-oest "esclati" a la costa occidental de l'Índia (a prop de Thiruvananthapuram) a principis de juny i que cobreixi tot el país a mitjans de juliol. La seva retirada de l'Índia normalment comença a principis de setembre i acaba a principis d'octubre.
El monsó del nord-est acostuma a "esclatar" al voltant del 20 d'octubre i dura uns 50 dies abans de retirar-se.
Tanmateix, un monsó plujós no és necessàriament un monsó normal, és a dir, un monsó que té un rendiment proper a la mitjana estadística calculada durant un període llarg. En general, s'accepta que un monsó normal és aquell que implica una "quantitat mitjana" de precipitació a totes les ubicacions geogràfiques sota la seva influència ("distribució espacial mitjana") i durant tot el període esperat ("temporal mitjà"). distribució). A més, la data d'arribada i la data de sortida tant del monsó del sud-oest com del nord-est haurien d'estar properes a les dates mitjanes. Els criteris exactes per a un monsó normal els defineix el Departament Meteorològic de l'Índia amb càlculs per a la mitjana i la desviació estàndard de cadascuna d'aquestes variables. 

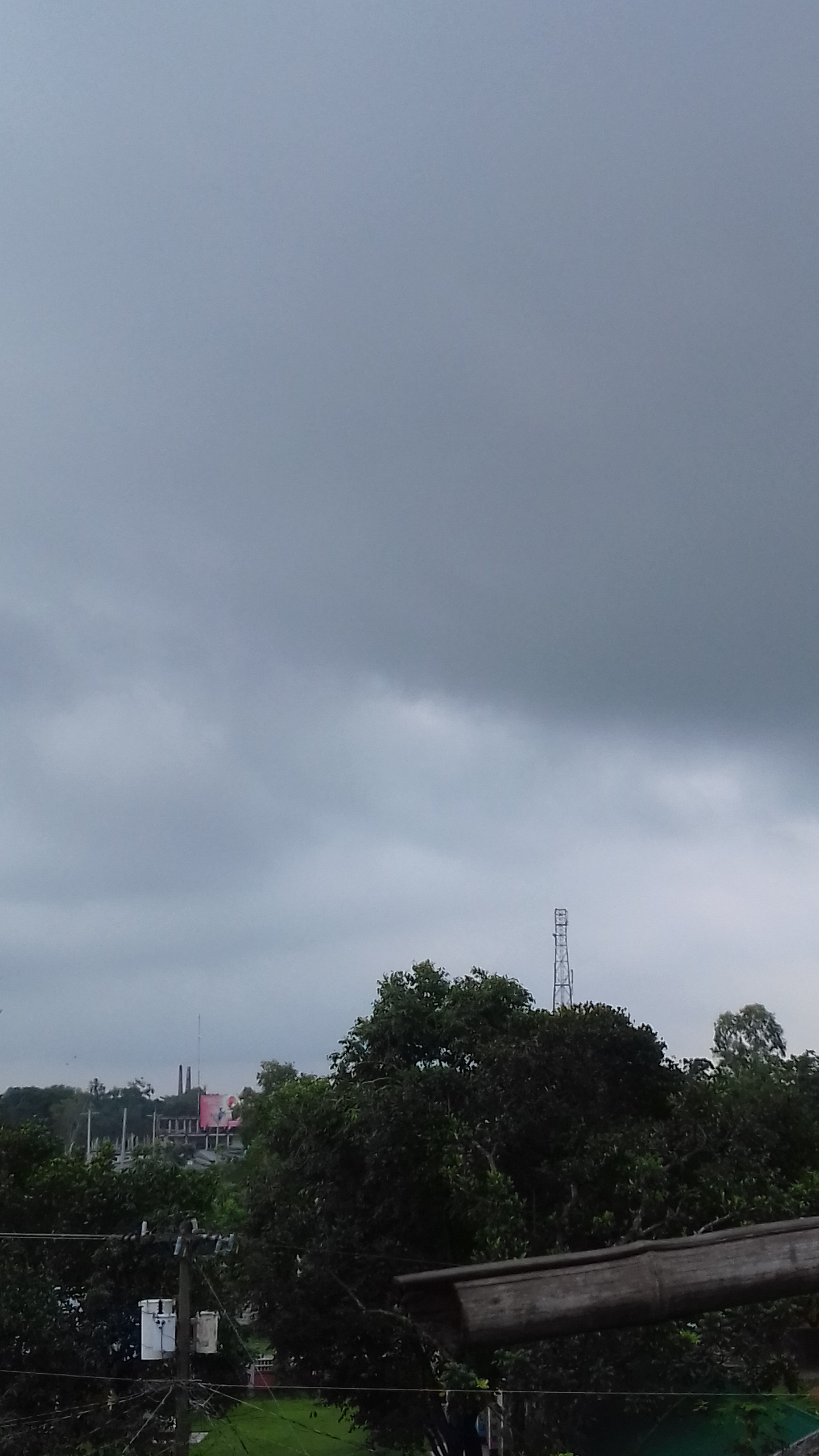
Núvols de monsó sobre Taraganj, Rangpur, Bangla Desh

## Teories del mecanisme del monsó
Les teories del mecanisme del monsó tracten principalment d'explicar les raons de la inversió estacional dels vents i el moment de la seva inversió.

### Teoria tradicional
A causa de les diferències en la capacitat calorífica específica del sòl i l'aigua, els continents s'escalfen més ràpidament que els mars. En conseqüència, l'aire sobre les terres costaneres s'escalfa més ràpidament que l'aire sobre el mar. Aquests creen zones de baixa pressió atmosfèrica sobre les terres costaneres en comparació amb la pressió sobre els mars, fent que els vents flueixin des del mar cap a les terres veïnes. Això se la coneix com a marinada.

#### Procés de creació del monsó

A: brisa marina; B: brisa terrestre

També coneguda com la teoria tèrmica o la teoria de l'escalfament diferencial del mar i la terra, la teoria tradicional retrata el monsó com una brisa marina a gran escala. Afirma que durant els calorosos estius subtropicals, la massa terrestre massiva de la península Índia s'escalfa a un ritme diferent que els mars circumdants, donant lloc a un gradient de pressió de sud a nord. Això provoca el flux de vents carregats d'humitat del mar a la terra. En arribar a terra, aquests vents s'eleven a causa del relleu geogràfic, refredant adiabàticament i això condueix a pluges orogràfiques. Aquest és el monsó del sud-oest.
El contrari passa durant l'hivern, quan la terra és més freda que el mar, s'estableix un gradient de pressió de terra a mar. Això fa que els vents bufin sobre el subcontinent indi cap a l'oceà Índic en direcció nord-est, provocant el monsó del nord-est. Com que el monsó del sud-oest flueix del mar a la terra, transporta més humitat i, per tant, provoca més pluja, que el monsó del nord-est. Només una part del monsó del nord-est que passa per la badia de Bengala recull humitat, provocant pluges a Andhra Pradesh i Tamil Nadu durant els mesos d'hivern.
No obstant això, molts meteoròlegs argumenten que el monsó no és un fenomen local com explica la teoria tradicional, sinó un fenomen meteorològic general al llarg de tota la zona tropical de la Terra. Aquesta crítica no nega el paper de l'escalfament diferencial del mar i el sòl en la generació de vents monsònics, però ho considera un dels diversos factors més que l'únic.

### Teoria dinàmica

El sistema de circulació atmosfèrica amb cinturons de pressió i latituds associades.

Els vents dominants de la circulació atmosfèrica sorgeixen a causa de la diferència de pressió a diverses latituds i actuen com a mitjà per a la distribució de l'energia tèrmica al planeta. Aquesta diferència de pressió es deu a les diferències en la insolació solar rebuda a diferents latituds i l'escalfament desigual resultant del planeta. Al llarg de l'equador es desenvolupen cinturons alternatius d'alta i baixa pressió, els dos tròpics, el Cercle Àrtic i el Cercle Antàrtic, i les dues regions polars, donant lloc a els alisis, els oest i els polars de l'est. Tanmateix, factors geofísics com l'òrbita de la Terra, la seva rotació i la seva inclinació axial fan que aquests cinturons es desplacin gradualment cap al nord i el sud, seguint els canvis estacionals del Sol.
La teoria dinàmica explica el monsó sobre la base dels canvis anuals en la posició dels cinturons globals de pressió i vents. Segons aquesta teoria, el monsó és el resultat del desplaçament de la Zona de convergència intertropical sota la influència del sol vertical. Tot i que la posició mitjana de la zona de convergència Intertropical es pren com l'equador, es desplaça cap al nord i el sud amb la migració del sol vertical cap als tròpics de Càncer i Capricorn durant l'estiu dels respectius hemisferis (hemisferi nord i sud). Com a tal, durant l'estiu del nord (maig i juny), la zona de convergència intertropical es desplaça cap al nord, juntament amb el sol vertical, cap al tròpic de càncer. La zona de convergència intertropical, com la zona de pressió més baixa de la regió tropical, és la destinació objectiu dels alisis d'ambdós hemisferis. En conseqüència, amb la zona de convergència intertropical al Tròpic de Càncer, els alisis del sud-est de l'hemisferi sud han de creuar l'equador per arribar-hi. Tanmateix, a causa de l'efecte Coriolis (que fa que els vents de l'hemisferi nord giren a la dreta, mentre que els de l'hemisferi sud giren a l'esquerra), aquests vents alisis del sud-est es desvien cap a l'est a l'hemisferi nord, transformant-se en alisis del sud-oest. Aquests recullen humitat mentre viatgen de mar a terra i provoquen pluges orogràfiques un cop arriben a les terres altes del subcontinent indi. Això resulta en el monsó del sud-oest.
La teoria dinàmica explica el monsó com un fenomen meteorològic global i no només com un fenomen local. I quan es combina amb la teoria tradicional (basada en l'escalfament del mar i la terra), millora l'explicació de la intensitat variable de la precipitació monsònica al llarg de les regions costaneres amb barreres orogràfiques.

### Teoria del corrent en jet

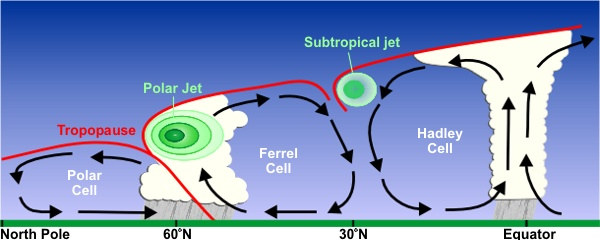
Corrents en jet de la Terra

Aquesta teoria tracta d'explicar l'establiment dels monsons del nord-est i del sud-oest, així com característiques úniques com l'"esclat" i la variabilitat.
Els corrents en jet són sistemes de vents a l'oest de l'aire superior. Donen lloc a onades en alt aire que es mouen lentament, amb vents de 250 nusos en alguns corrents d'aire. Observats per primera vegada pels pilots de la Segona Guerra Mundial, es desenvolupen just per sota de la tropopausa sobre zones de fort gradient de pressió a la superfície. Els principals tipus són els jets polars, els jets subtropicals occidentals i els jets tropicals orientals menys comuns. Segueixen el principi dels vents geostròfics.

#### Procés de creació del monsó

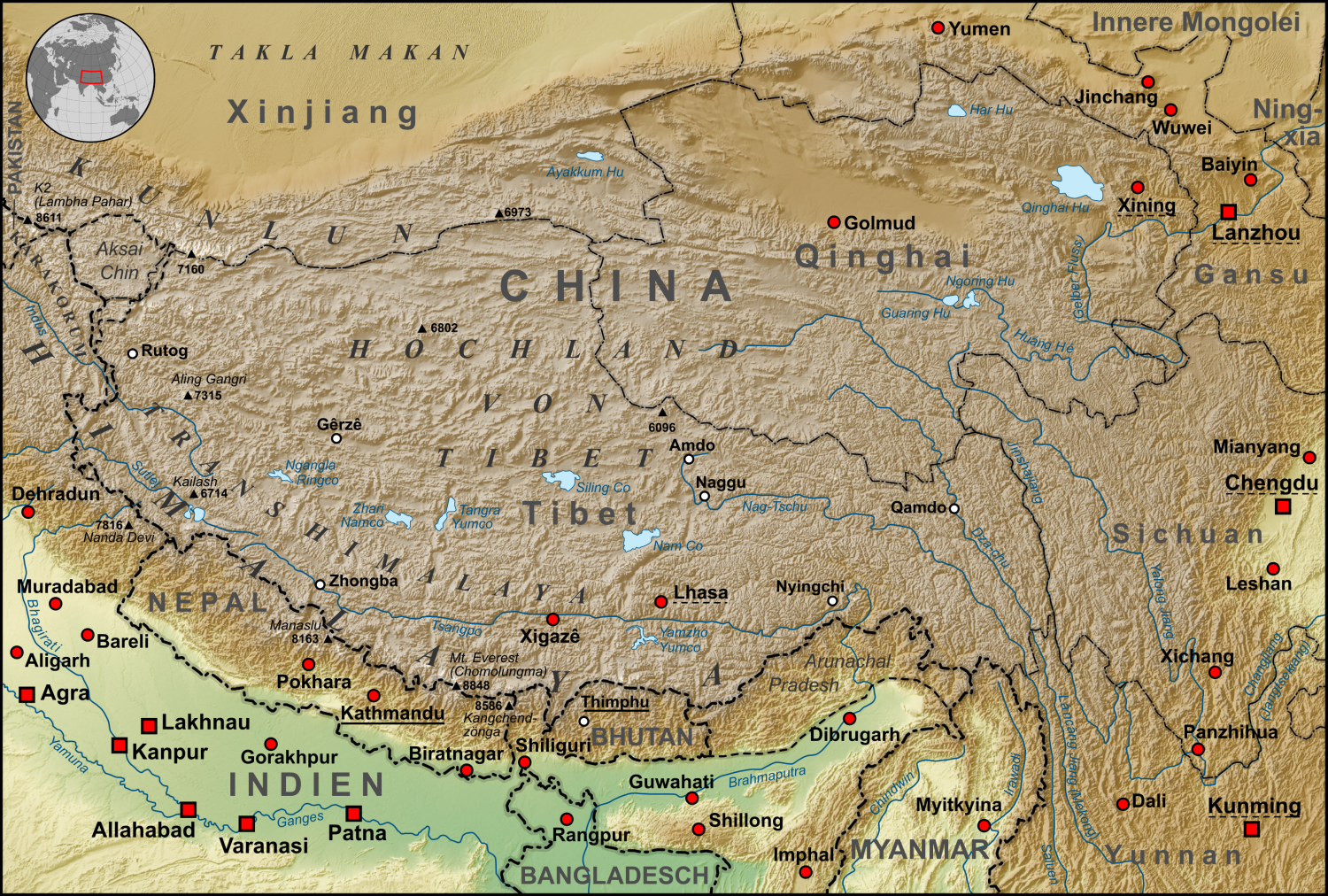
'altiplà tibetà es troba al nord de l'Himàlaia

Sobre l'Índia, un jet subtropical occidental es desenvolupa a la temporada d'hivern i és substituït pel jet tropical oriental a la temporada d'estiu. Es creu que l'alta temperatura durant l'estiu a l'altiplà tibetà, així com a l'Àsia central en general, és el factor crític que condueix a la formació del jet tropical oriental sobre l'Índia.
El mecanisme que afecta el monsó és que el jet de l'oest provoca una pressió elevada sobre les parts del nord del subcontinent durant l'hivern. Això dona lloc al flux nord-sud dels vents en forma de monsó del nord-est. Amb el desplaçament cap al nord del sol vertical, aquest jet també es desplaça cap al nord. La calor intensa sobre l'altiplà tibetà, juntament amb les característiques del terreny associades com la gran altitud de l'altiplà, generen el jet tropical oriental sobre el centre de l'Índia. Aquest jet crea una zona de baixa pressió sobre la planes del nord de l'Índia, influint en el flux del vent cap a aquestes planes i ajudant al desenvolupament del monsó del sud-oest.
.

## Teories de l'"esclat"
L'"esclat" del monsó s'explica principalment per la teoria del corrent en jet i la teoria dinàmica.

### Teoria dinàmica
Segons aquesta teoria, durant els mesos d'estiu a l'hemisferi nord, la Zona de convergència intertropical es desplaça cap al nord, arrossegant els vents del monsó del sud-oest cap a la terra des del mar. Tanmateix, l'enorme massa terrestre de l'Himàlaia restringeix la zona de baixa pressió a l'Himàlaia. És només quan l'altiplà tibetà s'escalfa significativament més que l'Himàlaia que la Zona de convergència intertropical s'eleva bruscament i es desplaça ràpidament cap al nord, provocant l'esclat de pluges monsòniques sobre el subcontinent indi.
El canvi invers té lloc per als vents del monsó del nord-est, donant lloc a un segon esclat menor de pluges a l'est de la península índia durant els mesos d'hivern de l'hemisferi nord.

### Teoria del corrent en jet
Segons aquesta teoria, l'inici del monsó del sud-oest és impulsat pel desplaçament del jet subtropical de l'oest al nord des de les planes de l'Índia cap a l'altiplà tibetà. Aquest canvi es deu a l'intens escalfament de l'altiplà durant els mesos d'estiu. El desplaçament cap al nord no és un procés lent i gradual, com s'esperava per a la majoria dels canvis en el patró meteorològic. Es creu que la causa principal és l'alçada de l'Himàlaia. A mesura que l'altiplà tibetà s'escalfa, la baixa pressió creada sobre ella tira el jet occidental cap al nord. A causa de l'alçada de l'Himàlaia, el moviment del jet occidental està inhibit. Però amb una caiguda de pressió contínua, es crea força suficient per al moviment del raig de l'oest a través de l'Himàlaia després d'un període significatiu. Com a tal, el desplaçament del jet és sobtat i brusc, provocant l'esclat de les pluges monsòniques del sud-oest a les planes índies. El canvi invers es produeix per al monsó del nord-est.

## Teories de la variabilitat monsònica

### L'efecte del corrent en jet
La teoria del corrent en jet també explica la variabilitat en el temps i la força del monsó.
Moment: Un desplaçament puntual cap al nord del jet subtropical de l'oest a principis d'estiu és fonamental per a l'inici del monsó del sud-oest sobre l'Índia. Si el canvi es retarda, també ho és el monsó del sud-oest. Un canvi primerenc dona lloc a un monsó primerenc.

Força: La força del monsó del sud-oest està determinada per la força del jet tropical de l'est sobre el centre de l'Índia. Un fort jet tropical a l'est produeix un fort monsó del sud-oest sobre el centre de l'Índia, i un jet feble provoca un monsó feble.

### El Niño - Efecte d'oscil·lació austral

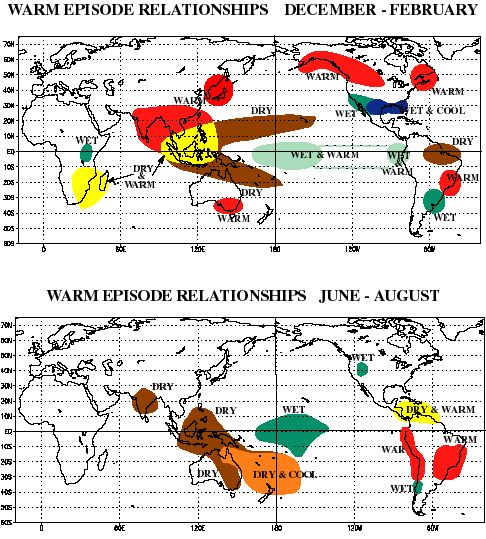
Efectes d'El Niño sobre el clima del subcontinent

El Niño és un corrent oceànic càlid originari de la costa del Perú que substitueix l'habitual corrent freda de Humboldt. L'aigua superficial càlida que es mou cap a la costa del Perú amb El Niño és empès cap a l'oest pels vents alisis, augmentant així la temperatura de l'oceà Pacífic sud. La condició inversa se la coneix com La Niña.
Oscil·lació austral, un fenomen observat per primera vegada per Sir Gilbert Walker, director general d'observatoris a l'Índia, es refereix a la relació de balancí de les pressions atmosfèriques entre Tahití i Darwin, Austràlia. Walker va notar que quan la pressió era alta a Tahití, era baixa a Darwin, i viceversa. Un índex d'oscil·lació austral (SOI), basat en la diferència de pressió entre Tahití i Darwin, ha estat formulat pel Bureau of Meteorology (Austràlia) per mesurar la força de l'oscil·lació. Walker va notar que la quantitat de pluja al subcontinent indi era sovint insignificant en anys d'alta pressió sobre Darwin (i baixa pressió sobre Tahití). Per contra, la baixa pressió sobre Darwin és un bon auguri per a la quantitat de precipitació a l'Índia. Així, Walker va establir la relació entre l'oscil·lació austral i les quantitats de pluges monsòniques a l'Índia.
En última instància, es va trobar que l'oscil·lació austral era simplement un component atmosfèric de l'efecte El Niño/La Niña, que passa a l'oceà. Per tant, en el context del monsó, els dos junts es van conèixer com l'efecte El Niño - Oscil·lació austral (ENSO). Se sap que l'efecte té una influència pronunciada en la força del monsó del sud-oest sobre l'Índia, amb el monsó feble (causant sequeres) durant els anys d'El Niño, mentre que els anys de La Niña porten monsons especialment forts.

### Efecte dipol de l'oceà Índic
Tot i que l'efecte El Niño - Oscil·lació austral (ENSO) va ser estadísticament efectiu per explicar diverses sequeres passades a l'Índia, en les últimes dècades, la seva relació amb el monsó indi semblava debilitar-se. Per exemple, el fort l'efecte El Niño - Oscil·lació austral (ENSO) de 1997 no va provocar sequera a l'Índia. Tanmateix, més tard es va descobrir que, igual que l'efecte El Niño - Oscil·lació austral (ENSO) a l'oceà Pacífic, també hi havia un sistema d'atmosfera oceà balancí similar a l'oceà Índic. Aquest sistema va ser descobert l'any 1999 i va rebre el nom de Dipol de l'oceà Índic (IOD). També es va formular un índex per calcular-lo. La IOD es desenvolupa a la regió equatorial de l'oceà Índic d'abril a maig i arriba a l'octubre. Amb un Dipol de l'oceà Índic (IOD) positiu, els vents sobre l'oceà Índic bufen d'est a oest. Això fa que el mar d'Aràbia (l'oceà Índic occidental prop de la costa africana) sigui molt més càlid i l'oceà Índic oriental al voltant d'Indonèsia més fred i sec. En anys de dipol negatiu, passa el contrari, fent que Indonèsia sigui molt més càlid i plujós.
Un índex de dipol de l'oceà Índic (IOD) positiu sovint nega l'efecte del El Niño - Oscil·lació austral (ENSO), donant lloc a un augment de les pluges monsòniques en anys com el 1983, 1994 i 1997. A més, els dos pols de oceà Índic (IOD), el pol oriental (al voltant d'Indonèsia) i el pol occidental (a la costa africana), afecten de manera independent i acumulada la quantitat de pluges monsòniques.

#### Oscil·lació equatorial de l'oceà Índic
Igual que amb efecte d'El Niño - Oscil·lació austral (ENSO), el component atmosfèric de dipol de l'oceà Índic (IOD) es va descobrir més tard i el fenomen acumulat anomenat Oscil·lació equatorial de l'oceà Índic (EQUINOO). uan es tenen en compte els efectes de l'Oscil·lació equatorial de l'oceà Índic (EQUINOO), es poden tenir més en compte certes previsions fallides, com la sequera aguda del 2002. La relació entre els extrems de la pluja monsònica d'estiu de l'Índia, juntament amb efecte d'El Niño - Oscil·lació austral (ENSO) i els efectes de l'Oscil·lació equatorial de l'oceà Índic (EQUINOO), s'han estudiat i s'han derivat estadísticament models per predir millor la quantitat de pluges monsòniques.

## Impacte del canvi climàtic
Des dels anys 50 del segle xx, el monsó d'estiu del sud d'Àsia ha experimentat grans canvis, especialment pel que fa a sequeres i inundacions. Les pluges monsòniques observades indiquen un descens gradual al centre de l'Índia, amb una reducció de fins a un 10%. Això es deu principalment a un debilitament de la circulació del monsó com a resultat del ràpid escalfament a l'oceà Índic, i els canvis en l'ús del sòl i la cobertura del sòl, mentre que el paper dels aerosols continua sent esquiu. Com que la força del monsó depèn parcialment de la diferència de temperatura entre l'oceà i la terra, les temperatures més altes de l'oceà a l'oceà Índic han debilitat els vents que porten humitat des de l'oceà fins al sòl. La reducció de la pluja monsònica d'estiu té conseqüències greus al centre de l'Índia perquè almenys el 60% de l'agricultura d'aquesta regió encara està en gran part alimentació de secà.
Una avaluació recent dels canvis monsònics indica que l'escalfament del sòl ha augmentat durant el període 2002-2014, possiblement revitalitzant la força de la circulació del monsó i les pluges. Future changes in the monsoon will depend on a competition between land and ocean—on which is warming faster than the other.
Mentrestant, s'han multiplicat per tres els esdeveniments de pluja extrema generalitzats durant els anys 1950 a 2015, a tot el cinturó central de l'Índia, la qual cosa ha provocat un augment constant del nombre d'inundacions sobtades amb pèrdues socioeconòmiques importants. Els esdeveniments de pluja extrema generalitzats són aquells esdeveniments de pluja que superen els 150 mm/dia i s'estenen per una regió prou gran com per provocar inundacions.

## Models de predicció de pluja monsònica
Des de la Gran Fam de 1876–1878 a l'Índia, s'han fet diversos intents per predir les pluges monsòniques. At least five prediction models exist.

### Predicció estacional del monsó indi
El Centre per al desenvolupament de la informàtica avançada (CDAC) a Bengaluru va facilitar l'experiment de Predicció estacional del monsó indi (SPIM) al sistema de supercomputació PARAM Padma.
This project involved simulated runs of historical data from 1985 to 2004 to try to establish the relationship of five atmospheric general circulation models with monsoon rainfall distribution.

### Model del Departament Meteorològic de l'Índia
El departament ha intentat pronosticar el monsó per a l'Índia des de 1884, i és l'única agència oficial encarregada de fer previsions públiques sobre la quantitat, la distribució i el moment de les pluges monsòniques. La seva posició com a única autoritat sobre el monsó es va consolidar el 2005 pel Departament de Ciència i Tecnologia indi, Nova Delhi. El 2003, IMD va canviar substancialment la seva metodologia de previsió, model, i administració. El 2003 es va substituir un model de previsió del monsó de setze paràmetres utilitzat des de 1988. Tanmateix, després de la sequera de 2009 a l'Índia (la pitjor des de 1972). El departament va decidir l'any 2010 que calia desenvolupar un "model autòcton" per millorar encara més les seves capacitats de predicció.

## Importància

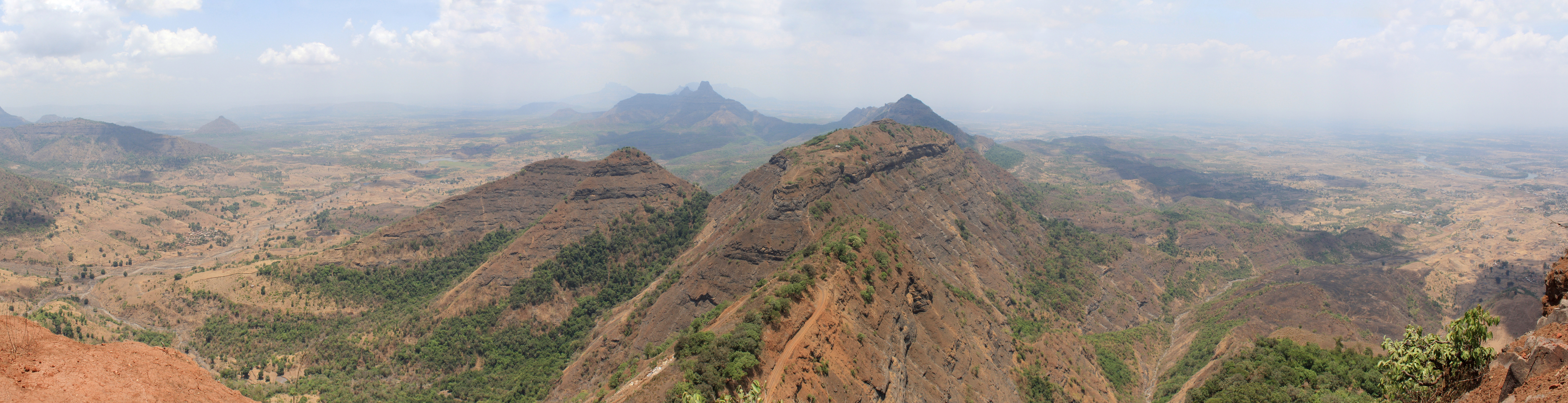
Ghats Occidentals, Maharashtra el 28 de maig en l'estació seca

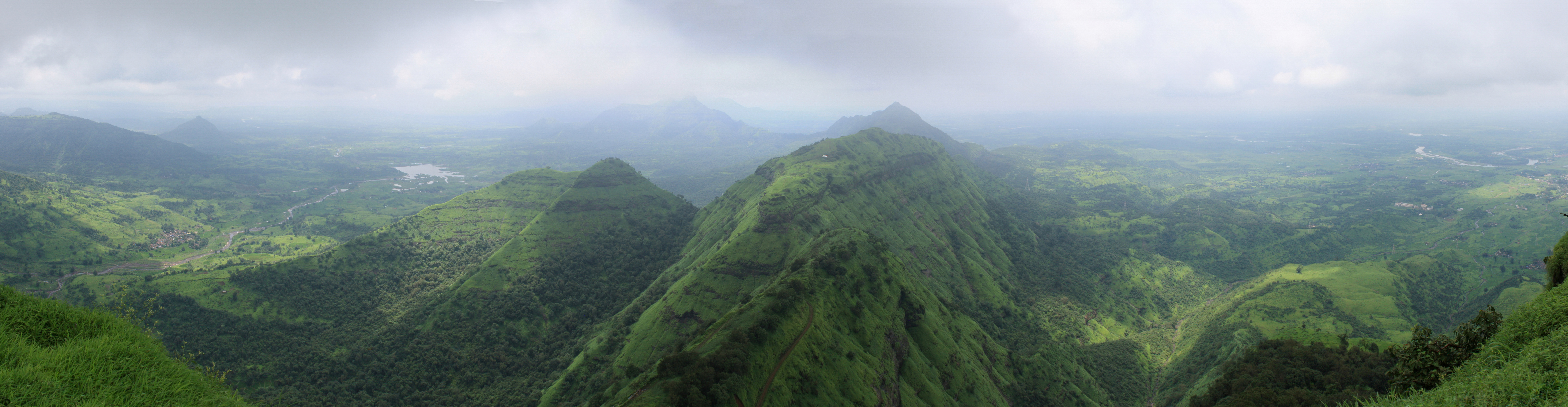
Ghats Occidentals, Maharashtra el 28 d'agost en l'època de pluges

El monsó és el mecanisme principal d'aportació d'aigua dolça al subcontinent indi. Com a tal, afecta el medi ambient (i la flora, la fauna i els ecosistemes associats), l'agricultura, la societat, la producció d'energia hidroelèctrica i la geografia del subcontinent (com la disponibilitat de productes frescos). l'aigua a les masses d'aigua i la capa freàtica subterrània), amb tots aquests factors que contribueixen de manera acumulada a la salut de l'economia dels països afectats.
El monsó converteix gran part de l'Índia de semideserts en praderies verdes. Vegeu fotos fetes amb només tres mesos de diferència als Ghats Occidentals.

### Geogràfic (els llocs més humits de la Terra)
Mawsynram i Cherrapunji, tots dos a l'estat indi de Meghalaya, s'alternen com els llocs més humits de la Terra donada la quantitat de pluja. tot i que hi ha altres ciutats amb reivindicacions semblants. Reben més d'11.000 mil·límetres de pluja cadascun del monsó.

### Agrícola
A l'Índia, que històricament ha tingut una economia principalment agrària, el sector de serveis va superar recentment el sector agrícola en termes de contribució al PIB. No obstant això, el sector agrícola encara contribueix entre el 17 i el 20% del PIB i és el major ocupador del país, amb prop del 60% dels indis que en depenen per obtenir feina i subsistència. Al voltant del 49% de la terra de l'Índia és agrícola; aquest nombre s'eleva al 55% si s'inclouen zones humides, conreu de secà associades, etc. Com que més de la meitat d'aquestes terres de conreu són de secà, el monsó és fonamental per a la suficiència alimentària i la qualitat de vida.
Malgrat els avenços en les formes alternatives de reg, la dependència agrícola del monsó encara no és insignificant. Per tant, el calendari agrícola de l'Índia es regeix pel monsó. Qualsevol fluctuació en la distribució temporal, la distribució espacial o la quantitat de les pluges monzònics poden provocar inundacions o sequeres, fent patir el sector agrícola. Això té un efecte en cascada sobre els sectors econòmics secundaris, l'economia global, la inflació dels aliments i, per tant, la qualitat i el cost de vida de la població en general.

### Econòmic
La importància econòmica del monsó està encertadament descrita per l'observació de Pranab Mukherjee que el monsó és el "ministre de finances real de l'Índia".
Un bon monsó dona lloc a millors rendiments agrícoles, la qual cosa fa baixar els preus dels productes bàsics d'alimentació i redueix les importacions, reduint així la inflació alimentària en general. Les millors pluges també donen lloc a un augment de la producció hidroelèctrica.
All of these factors have positive ripple effects throughout the economy of India.
L'inconvenient, però, és que quan les pluges monsòniques són febles, la producció de cultius és baixa, provocant un augment dels preus dels aliments amb un subministrament limitat. Com a resultat, el govern indi està treballant activament amb els agricultors i el departament meteorològic de la nació per produir cultius més resistents a la sequera.

### Salut
L'aparició del monsó augmenta l'activitat fúngica i bacteriana. Una sèrie d'infeccions transmeses per mosquits, per l'aigua i per l'aire es fan més freqüents com a conseqüència del canvi en l'ecosistema. Aquestes inclouen malalties com el dengue, la malària, el còlera i els refredats.

### Social
D. Subbarao, antic governador del Banc de la Reserva de l'Índia, va emfatitzar durant una revisió trimestral de la política monetària de l'Índia que la vida dels indis depèn de l'actuació del monsó. Les seves pròpies perspectives de carrera, el seu benestar emocional i l'actuació de la seva política monetària són "un ostatge" del monsó, va dir, com és el cas de la majoria dels indis. A més, els agricultors que van quedar sense feina per les pluges monsòniques fallides tendeixen a emigrar a les ciutats. Això aglomera els barris marginals de la ciutat i agreuja la infraestructura i la sostenibilitat de la vida a la ciutat.

### Viatges
En el passat, els indis solien abstenir-se de viatjar durant els monsons per raons pràctiques i religioses. Però amb l'arribada de la globalització, aquests viatges estan guanyant popularitat. Llocs com Kerala i els Ghats Occidentals reben un gran nombre de turistes, tant locals com estrangers, durant la temporada dels monsons. Kerala és una de les principals destinacions per als turistes interessats en tractaments Aiurvèdics i massatges. Un dels principals inconvenients de viatjar durant el monsó és que la majoria dels santuaris de vida salvatge estan tancats. A més, algunes zones muntanyoses, especialment a les regions de l'Himàlaia, queden tallades quan les carreteres són danyades per esllavissades de terra i inundacions durant les pluges intenses.

### Ambiental
El monsó és el principal portador d'aigua dolça a la zona. Els rius peninsulars/Dècan de l'Índia són majoritàriament de pluja i de naturalesa no perenne, depenent principalment del monsó per al subministrament d'aigua.
La majoria dels rius costaners de l'Índia occidental també són alimentats de pluja i depenen dels monsons. Com a tal, la flora, la fauna i els ecosistemes sencers d'aquestes àrees depenen molt del monsó. 